# مردم ولزی
مردم ولزی یک گروه قومی و ملت بومی ولز است که به زبان ولزی سخن می‌گویند. مردم ویلزی به طور تاریخی به این زبان سخن گفته‌اند؛ به هر حال در سالیان اخیر زبان انگلیسی بر بیشتر ویلز غلبه داشته‌است.
به استدلال جان دیویز ریشه ملت ویلزی به قرن چهارم و پنجم و پایان سلطه روم بر بریتانیا بر می‌گردد.
یک تحلیل جغرافیای اسامی خانوادگی ویلزی توسط دولت ویلز نشان داد که ۷۱۸ هزار نفر یا حدود ۳۵ درصد جمعیت ویلز نامی خانوادگی با منشأ ویلزی دارند که این رقم در بقیه پادشاهی متحد ۵٫۳ در زلاند نو ۴٫۷ در استرالیا ۴٫۱ و در آمریکا ۳٫۸ درصد است. در این کشورها تخمین زده می‌شود ۱۶٫۳ میلیون با نیاکان ویلزی ساکن باشند.